# Бавдоліно Алессандрійський
Бавдоліно, Бавдоліно Алессандрійський або Святий Бавдоліно (700—740) — пустельник, який жив за правління короля лангобардів Лютпранда в Форумі Фульвіі (сучасна Вілла дель Форо), місцевості на березі річки Танаро, що в північно-західній Італії. Походив зі шляхетної родини, але, роздавши всі свої статки біднякам, Бавдоліно пересилився до жалюгідної халупи поблизу річки. Святий покровитель сусіднього міста — Алессандрії.

## Життя
Перша згадка про Святого Бавдоліно знаходиться в «Історії Лангобардів», яку написав сорок років після його смерті Павло Диякон. Він описується як «чоловік дивовижної святості…що відомий багатьма дивами». Він мав здатність ясновидіння та пророцтва. Існує одна письмова згадка про окреме диво. Коли Лютпранд полював у лісі поблизу Форуму, в його племінника — Ауфуса — випадково влучила стріла. Король послав до Бавдоліно з проханням молитися за життя хлопця, але посланець отримав таку відповідь:
Я знаю навіщо ти прийшов, але те, за чим тебе прислали неможливо виконати, оскільки хлопець помер.
Ауфус насправді помер, а Лютпранд зрозумів, що Святий Бавдоліно наділений даром пророцтва.
Бавдоліно помер близько 740 року. Похований у Форумі.

## Мощі та легенда
Чотири століття по тому, 1168 року, засновано місто Алессандрія, яке мало служити бастіоном Ломбардської ліги проти Священної Римської імперії. Мешканців Форуму разом із мощами святого переселили до нового міста. За переказами, 1189 року Бавдоліно появився на одному з укріплень міста й у такий спосіб змусив імперське військо, що облягало місто, відступити. 1189 року, в часи правління монашого ордену гуміліатів, на його честь збудовано церкву. Монахи, а потім і домініканці, що замінили їх після витіснення ордену гуміліатів у 1571 році, ретельно збагатили скупі відомості про життя Бавдоліно та поширили анахронічне вірування про те, що він буцімто належав до ордену гуміліатів та був єпископом Алессандрії.
1786 року Святого Бавдоліно проголосили головним патроном міста Алессандрії та його провінції.
Після закриття церкви у 1803 році, мощі Бавдоліно перенесли до церкви Сант'Алессандро, а у 1810 році — до каплиці, присвяченій спеціально для нього у новому соборі.

## Іконографія
Його зображували в уборі єпископа, в оточені гусей, оленя та інших тварин, які, згідно з легендою, любили слухати розповіді пустельника.